# Трёхцветный кларино
Трёхцветный кларино (лат. Entomodestes leucotis) — вид птиц семейства дроздовых. Подвидов не выделяют. Представители вида распространены в Южной Америке.

## Описание
Трёхцветный кларино достигает длины 22—24 см и массы около 58 г. У взрослых самцов голова чёрного цвета с большим белым пятном на нижней части лица (от основания клюва до кроющих перьев уха). Верхняя часть тела от затылка до верхних кроющих перьев хвоста, а также верхние кроющие перья крыльев насыщенного каштанового цвета, небольшое белое пятно в области запястья. Нижняя часть тела чёрного цвета. Маховые перья черноватые с белыми основаниями, хвост черноватый с белыми дистальными частями внешних рулевых перьев. Широкая белая полоса, образованная основаниями маховых перьев, проходит по исподу крыла и хорошо заметна в полёте птицы. Радужная оболочка варьируется от красной до коричневой; клюв чёрный, подклювье жёлтое; ноги черноватые. Самка похожа на самца, но макушка коричневая, а нижние части тела с коричневым оттенком. Неполовозрелые особи очень похожи на взрослых, но с желтовато-коричневыми полосами на темени и затылке, ноги желтоватые.

## Вокализация
Трёхцветный кларино поёт со скрытой присады. Песня представляет собой очень высокое, звонкое, почти носовое «wreeeeeeenh», повторяющееся каждые 7—8 секунд.

## Распространение и места обитания
Трёхцветный кларино распространён на восточном склоне Анд от севера Перу до юга и центра Боливии (департамент Санта-Крус). Встречается на высоте от 900 до 3350 м над уровнем моря, в основном на высоте 1500—2800 м. Естественной средой обитания являются влажные предгорные и горные леса, облачные леса и опушки леса.

## Биология
Трёхцветный кларино кормится на деревьях, поодиночке, иногда в разрозненных группах; также присоединяется к смешанным стаям кормящихся птиц. В состав рациона входят ягоды, фрукты, а также семена и насекомые. Биология размножения практически не исследована. Птенцов наблюдали в октябре в Боливии и в ноябре в Перу. Другой информации нет.